# آيت عياش آيت عفي (آيت إيكو)
آيت عياش آيت عفي هي إحدى مشيخات المملكة المغربية، تتبع جغرافيا لإقليم الخميسات وإداريًا لآيت إيكو. يقدر عدد سكانها بـ 2599 نسمة حسب الإحصاء الرسمي للسكان والسكنى لسنة 2004.